# Brian Ching
Brian Ching (Haleiwa, 24 maggio 1978) è un dirigente sportivo, allenatore di calcio ed ex calciatore statunitense, di ruolo attaccante.

## Carriera

### Calciatore

#### Club
Tra il 1996 e il 2000 ha militato nella formazione universitaria Gonzaga Bulldogs. Tra il 1998 e il 1999, inoltre, ha militato nelle file dello Spokane Shadow. Terminato il periodo universitario, è stato selezionato dal LA Galaxy. Con il Los Angeles Galaxy ha disputato 8 incontri e siglato una rete. Nell'ottobre 2001 si è trasferito in prestito al Seattle Sounders. Il 13 febbraio 2002 il Los Angeles Galaxy lo ha svincolato. Il 14 marzo 2002 è stato ingaggiato dal Seattle Sounders, club in cui aveva già giocato in prestito l'anno precedente. Il 28 febbraio 2003 è stato acquistato dal S.J. Earthquakes. Con gli Eartquakes ha vinto una MLS e il titolo di capocannoniere della MLS nel 2004 (a pari merito con Edward Abraham Johnson). Nel 2006 si è trasferito alla Houston Dynamo, club che ha ereditato la tradizione sportiva degli Earthquakes. Con il nuovo club Ching ha vinto per due volte la MLS e, a livello individuale, ha vinto il premio di gol dell'anno della MLS 2006. Il 23 novembre 2011 è stato acquistato dal Montréal Impact. L'esperienza canadese, però, è stata molto breve: il 16 febbraio 2012 è tornato alla Houston Dynamo. Nella stagione 2013 ha rinnovato con la Houston Dynamo, assumendo anche il ruolo di vice-allenatore. Il 24 settembre 2013 ha annunciato il proprio ritiro dal calcio giocato al termine della stagione.

#### Nazionale
Ha debuttato in Nazionale il 26 maggio 2003, nell'amichevole Stati Uniti-Galles (2-0), subentrando a Bobby Convey al minuto 75. Ha messo a segno la sua prima rete con la maglia degli Stati Uniti il 18 agosto 2004, in Giamaica-Stati Uniti (1-1), siglando il gol del definitivo 1-1 al minuto 88. Ha partecipato, con la selezione statunitense, ai Mondiali 2006, alla Gold Cup 2007 vinta dagli USA e alla Gold Cup 2009. È sceso in campo, inoltre, nelle qualificazioni ai Mondiali 2006 e 2010. Ha totalizzato, con la maglia della Nazionale, 45 presenze e 11 reti.

### Dirigente
Il 23 dicembre 2013 è diventato amministratore delegato dello Houston Dash, formazione femminile della Houston Dynamo. Il 7 gennaio 2019 ha rassegnato le proprie dimissioni.

## Statistiche

### Presenze e reti nei club
| Stagione                | Squadra                 | Campionato              | Campionato | Campionato | Coppe nazionali | Coppe nazionali | Coppe nazionali | Coppe continentali | Coppe continentali | Coppe continentali | Altre coppe | Altre coppe | Altre coppe | Totale | Totale | Totale |
| Stagione                | Squadra                 | Comp                    | Pres       | Reti       | Comp            | Pres            | Reti            | Comp               | Pres               | Reti               | Comp        | Pres        | Reti        | Pres   | Reti   |        |
| ----------------------- | ----------------------- | ----------------------- | ---------- | ---------- | --------------- | --------------- | --------------- | ------------------ | ------------------ | ------------------ | ----------- | ----------- | ----------- | ------ | ------ | ------ |
| 1998                    | Spokane Shadow          | PDSL                    | ?          | ?          | -               | -               | -               | -                  | -                  | -                  | -           | -           | -           | ?      | ?      |        |
| 1999                    | Spokane Shadow          | PDL                     | ?          | ?          | -               | -               | -               | -                  | -                  | -                  | -           | -           | -           | ?      | ?      |        |
| Totale Spokane Shadow   | Totale Spokane Shadow   | Totale Spokane Shadow   | ?          | ?          |                 | -               | -               |                    | -                  | -                  |             | -           | -           | ?      | ?      |        |
| gen.-ott. 2001          | LA Galaxy               | MLS                     | 8+2        | 1+0        | USOC            | 0               | 0               | -                  | -                  | -                  | -           | -           | -           | 10     | 1      |        |
| ott.-dic. 2001          | Seattle Sounders        | A                       | 6          | 3          | USOC            | 0               | 0               | -                  | -                  | -                  | -           | -           | -           | 6      | 3      |        |
| 2002                    | Seattle Sounders        | A                       | 25+2       | 16+0       | USOC            | 2               | 1               | -                  | -                  | -                  | -           | -           | -           | 29     | 17     |        |
| Totale Seattle Sounders | Totale Seattle Sounders | Totale Seattle Sounders | 33         | 19         |                 | 2               | 1               |                    | -                  | -                  |             | -           | -           | 35     | 20     |        |
| 2003                    | S.J. Earthquakes        | MLS                     | 15         | 6          | USOC            | 1               | 0               | CCC                | 2                  | 1                  | -           | -           | -           | 18     | 7      |        |
| 2004                    | S.J. Earthquakes        | MLS                     | 25+2       | 12+0       | USOC            | 3               | 1               | CCC                | 2                  | 1                  | -           | -           | -           | 32     | 14     |        |
| 2005                    | S.J. Earthquakes        | MLS                     | 16+2       | 7+1        | USOC            | 0               | 0               | -                  | -                  | -                  | -           | -           | -           | 18     | 8      |        |
| Totale S.J. Earthquakes | Totale S.J. Earthquakes | Totale S.J. Earthquakes | 60         | 26         |                 | 4               | 1               |                    | 4                  | 2                  |             | -           | -           | 68     | 29     |        |
| 2006                    | Houston Dynamo          | MLS                     | 21+4       | 11+3       | USOC            | 1               | 0               | -                  | -                  | -                  | -           | -           | -           | 26     | 14     |        |
| 2007                    | Houston Dynamo          | MLS                     | 20+3       | 7+2        | USOC            | 0               | 0               | -                  | -                  | -                  | NASL        | 4           | 1           | 27     | 10     |        |
| 2008                    | Houston Dynamo          | MLS                     | 25+2       | 13+0       | USOC            | 0               | 0               | CCL                | 1                  | 0                  | NASL        | 3           | 0           | 31     | 13     |        |
| 2009                    | Houston Dynamo          | MLS                     | 19+3       | 8+1        | USOC            | 0               | 0               | CCL+CCL            | 3+5                | 1+1                | -           | -           | -           | 30     | 11     |        |
| 2010                    | Houston Dynamo          | MLS                     | 20         | 7          | USOC            | 0               | 0               | -                  | -                  | -                  | NASL        | 3           | 0           | 23     | 7      |        |
| 2011                    | Houston Dynamo          | MLS                     | 20+4       | 5+1        | USOC            | 0               | 0               | -                  | -                  | -                  | -           | -           | -           | 24     | 6      |        |
| 2012                    | Houston Dynamo          | MLS                     | 30+4       | 5+0        | USOC            | 0               | 0               | CCL                | 3                  | 0                  | -           | -           | -           | 37     | 5      |        |
| 2013                    | Houston Dynamo          | MLS                     | 14         | 0          | USOC            | 2               | 0               | CCL+CCL            | 2+1                | 0+0                | -           | -           | -           | 19     | 0      |        |
| Totale Houston Dynamo   | Totale Houston Dynamo   | Totale Houston Dynamo   | 189        | 63         |                 | 3               | 0               |                    | 15                 | 2                  |             | 10          | 1           | 217    | 66     |        |
| Totale carriera         | Totale carriera         | Totale carriera         | 292+       | 109+       |                 | 9               | 2               |                    | 19                 | 4                  |             | 10          | 1           | 330+   | 116+   |        |

### Cronologia presenze e reti in nazionale
| Cronologia completa delle presenze e delle reti in nazionale ― Stati Uniti | Cronologia completa delle presenze e delle reti in nazionale ― Stati Uniti | Cronologia completa delle presenze e delle reti in nazionale ― Stati Uniti | Cronologia completa delle presenze e delle reti in nazionale ― Stati Uniti | Cronologia completa delle presenze e delle reti in nazionale ― Stati Uniti | Cronologia completa delle presenze e delle reti in nazionale ― Stati Uniti | Cronologia completa delle presenze e delle reti in nazionale ― Stati Uniti | Cronologia completa delle presenze e delle reti in nazionale ― Stati Uniti |
| Data                                                                       | Città                                                                      | In casa                                                                    | Risultato                                                                  | Ospiti                                                                     | Competizione                                                               | Reti                                                                       | Note                                                                       |
| -------------------------------------------------------------------------- | -------------------------------------------------------------------------- | -------------------------------------------------------------------------- | -------------------------------------------------------------------------- | -------------------------------------------------------------------------- | -------------------------------------------------------------------------- | -------------------------------------------------------------------------- | -------------------------------------------------------------------------- |
| 26-5-2003                                                                  | San Jose                                                                   | Stati Uniti                                                                | 2 – 0                                                                      | Galles                                                                     | Amichevole                                                                 | -                                                                          | 75’                                                                        |
| 11-7-2004                                                                  | Chicago                                                                    | Stati Uniti                                                                | 1 – 1                                                                      | Polonia                                                                    | Amichevole                                                                 | -                                                                          | 65’                                                                        |
| 18-8-2004                                                                  | Kingston                                                                   | Giamaica                                                                   | 1 – 1                                                                      | Stati Uniti                                                                | Qual. Mondiali 2006                                                        | 1                                                                          | 60’                                                                        |
| 4-9-2004                                                                   | Foxborough                                                                 | Stati Uniti                                                                | 2 – 0                                                                      | El Salvador                                                                | Qual. Mondiali 2006                                                        | 1                                                                          |                                                                            |
| 8-9-2004                                                                   | Panama                                                                     | Panama                                                                     | 1 – 1                                                                      | Stati Uniti                                                                | Qual. Mondiali 2006                                                        | -                                                                          | 77’                                                                        |
| 9-3-2005                                                                   | Fullerton                                                                  | Stati Uniti                                                                | 3 – 0                                                                      | Colombia                                                                   | Amichevole                                                                 | -                                                                          | 71’                                                                        |
| 19-3-2005                                                                  | Albuquerque                                                                | Stati Uniti                                                                | 1 – 0                                                                      | Honduras                                                                   | Amichevole                                                                 | -                                                                          |                                                                            |
| 30-3-2005                                                                  | Birmingham                                                                 | Stati Uniti                                                                | 2 – 0                                                                      | Guatemala                                                                  | Qual. Mondiali 2006                                                        | -                                                                          | 79’                                                                        |
| 8-10-2005                                                                  | San Juan                                                                   | Costa Rica                                                                 | 3 – 0                                                                      | Stati Uniti                                                                | Qual. Mondiali 2006                                                        | -                                                                          |                                                                            |
| 12-10-2005                                                                 | Foxborough                                                                 | Stati Uniti                                                                | 2 – 0                                                                      | Panama                                                                     | Qual. Mondiali 2006                                                        | -                                                                          | 74’                                                                        |
| 12-11-2005                                                                 | Glasgow                                                                    | Scozia                                                                     | 1 – 1                                                                      | Stati Uniti                                                                | Amichevole                                                                 | -                                                                          |                                                                            |
| 22-1-2006                                                                  | San Diego                                                                  | Stati Uniti                                                                | 0 – 0                                                                      | Canada                                                                     | Amichevole                                                                 | -                                                                          |                                                                            |
| 29-1-2006                                                                  | Carson                                                                     | Stati Uniti                                                                | 5 – 0                                                                      | Norvegia                                                                   | Amichevole                                                                 | -                                                                          | 83’                                                                        |
| 10-2-2006                                                                  | San Francisco                                                              | Stati Uniti                                                                | 3 – 2                                                                      | Giappone                                                                   | Amichevole                                                                 | -                                                                          | 68’                                                                        |
| 19-2-2006                                                                  | Frisco                                                                     | Stati Uniti                                                                | 4 – 0                                                                      | Guatemala                                                                  | Amichevole                                                                 | 1                                                                          |                                                                            |
| 22-3-2006                                                                  | Dortmund                                                                   | Germania                                                                   | 4 – 1                                                                      | Stati Uniti                                                                | Amichevole                                                                 | -                                                                          | 60’                                                                        |
| 11-4-2006                                                                  | Cary                                                                       | Stati Uniti                                                                | 1 – 1                                                                      | Giamaica                                                                   | Amichevole                                                                 | -                                                                          | 46’                                                                        |
| 23-5-2006                                                                  | Nashville                                                                  | Stati Uniti                                                                | 0 – 1                                                                      | Marocco                                                                    | Amichevole                                                                 | -                                                                          | 83’                                                                        |
| 26-5-2006                                                                  | Cleveland                                                                  | Stati Uniti                                                                | 2 – 0                                                                      | Venezuela                                                                  | Amichevole                                                                 | 1                                                                          |                                                                            |
| 28-5-2006                                                                  | East Hartford                                                              | Stati Uniti                                                                | 1 – 0                                                                      | Lettonia                                                                   | Amichevole                                                                 | -                                                                          | 83’                                                                        |
| 25-3-2007                                                                  | Tampa                                                                      | Stati Uniti                                                                | 3 – 1                                                                      | Ecuador                                                                    | Amichevole                                                                 | -                                                                          | 73’                                                                        |
| 9-6-2007                                                                   | Carson                                                                     | Stati Uniti                                                                | 2 – 0                                                                      | Trinidad e Tobago                                                          | Gold Cup 2007 - 1º turno                                                   | 1                                                                          | 64’                                                                        |
| 12-6-2007                                                                  | Foxborough                                                                 | Stati Uniti                                                                | 4 – 0                                                                      | El Salvador                                                                | Gold Cup 2007 - 1º turno                                                   | -                                                                          | 64’                                                                        |
| 16-6-2007                                                                  | Foxborough                                                                 | Stati Uniti                                                                | 2 – 1                                                                      | Panama                                                                     | Gold Cup 2007 - Quarti di finale                                           | -                                                                          | 84’                                                                        |
| 24-6-2007                                                                  | Chicago                                                                    | Stati Uniti                                                                | 2 – 1                                                                      | Messico                                                                    | Gold Cup 2007 - Finale                                                     | -                                                                          | 75’                                                                        |
| 26-3-2008                                                                  | Cracovia                                                                   | Polonia                                                                    | 0 – 3                                                                      | Stati Uniti                                                                | Amichevole                                                                 | -                                                                          | 63’                                                                        |
| 14-6-2008                                                                  | Carson                                                                     | Stati Uniti                                                                | 8 – 0                                                                      | Barbados                                                                   | Qual. Mondiali 2010                                                        | 2                                                                          |                                                                            |
| 20-8-2008                                                                  | Città del Guatemala                                                        | Guatemala                                                                  | 0 – 1                                                                      | Stati Uniti                                                                | Qual. Mondiali 2010                                                        | -                                                                          |                                                                            |
| 6-9-2008                                                                   | L'Avana                                                                    | Cuba                                                                       | 0 – 1                                                                      | Stati Uniti                                                                | Qual. Mondiali 2010                                                        | -                                                                          |                                                                            |
| 10-9-2008                                                                  | Bridgeview                                                                 | Stati Uniti                                                                | 3 – 0                                                                      | Trinidad e Tobago                                                          | Qual. Mondiali 2010                                                        | 1                                                                          | 67’                                                                        |
| 11-10-2008                                                                 | Washington                                                                 | Stati Uniti                                                                | 6 – 1                                                                      | Cuba                                                                       | Qual. Mondiali 2010                                                        | 1                                                                          | 68’                                                                        |
| 19-11-2008                                                                 | Commerce City                                                              | Stati Uniti                                                                | 2 – 0                                                                      | Guatemala                                                                  | Qual. Mondiali 2010                                                        | -                                                                          | 75’                                                                        |
| 24-1-2009                                                                  | Carson                                                                     | Stati Uniti                                                                | 3 – 2                                                                      | Svezia                                                                     | Amichevole                                                                 | -                                                                          | 77’                                                                        |
| 11-2-2009                                                                  | Columbus                                                                   | Stati Uniti                                                                | 2 – 0                                                                      | Messico                                                                    | Qual. Mondiali 2010                                                        | -                                                                          | 82’                                                                        |
| 28-3-2009                                                                  | San Salvador                                                               | El Salvador                                                                | 2 – 2                                                                      | Stati Uniti                                                                | Qual. Mondiali 2010                                                        | -                                                                          |                                                                            |
| 1-4-2009                                                                   | Nashville                                                                  | Stati Uniti                                                                | 3 – 0                                                                      | Trinidad e Tobago                                                          | Qual. Mondiali 2010                                                        | -                                                                          | 84’                                                                        |
| 8-7-2009                                                                   | Washington                                                                 | Stati Uniti                                                                | 2 – 0                                                                      | Honduras                                                                   | Gold Cup 2009 - 1º turno                                                   | 1                                                                          | 82’                                                                        |
| 11-7-2009                                                                  | Foxborough                                                                 | Stati Uniti                                                                | 2 – 2                                                                      | Haiti                                                                      | Gold Cup 2009 - 1º turno                                                   | -                                                                          | 77’                                                                        |
| 18-7-2009                                                                  | Filadelfia                                                                 | Stati Uniti                                                                | 2 – 1 dts                                                                  | Panama                                                                     | Gold Cup 2009 - Quarti di finale                                           | -                                                                          |                                                                            |
| 23-7-2009                                                                  | Chicago                                                                    | Honduras                                                                   | 0 – 2                                                                      | Stati Uniti                                                                | Gold Cup 2009 - Semifinali                                                 | -                                                                          |                                                                            |
| 26-7-2009                                                                  | East Rutherford                                                            | Stati Uniti                                                                | 0 – 5                                                                      | Messico                                                                    | Gold Cup 2009 - Finale                                                     | -                                                                          |                                                                            |
| 12-9-2009                                                                  | Città del Messico                                                          | Messico                                                                    | 2 – 1                                                                      | Stati Uniti                                                                | Qual. Mondiali 2010                                                        | -                                                                          | 57’                                                                        |
| 9-9-2009                                                                   | Port of Spain                                                              | Trinidad e Tobago                                                          | 0 – 1                                                                      | Stati Uniti                                                                | Qual. Mondiali 2010                                                        | -                                                                          | 76’                                                                        |
| 24-2-2010                                                                  | Tampa                                                                      | Stati Uniti                                                                | 2 – 1                                                                      | El Salvador                                                                | Amichevole                                                                 | 1                                                                          | 46’                                                                        |
| 25-5-2010                                                                  | East Hartford                                                              | Stati Uniti                                                                | 2 – 4                                                                      | Rep. Ceca                                                                  | Amichevole                                                                 | -                                                                          | 46’                                                                        |
| Totale                                                                     |                                                                            | Presenze                                                                   | 45                                                                         |                                                                            | Reti                                                                       | 11                                                                         |                                                                            |

## Palmarès

### Club
- US Open Cup: 1

Los Angeles Galaxy: 2001
- Campionato MLS: 3

San Jose Earthquakes: 2003
Houston Dynamo: 2006, 2007

### Nazionale
- Gold Cup: 1

2007

### Individuale
- Gol dell'anno della MLS: 1

2006
- Capocannoniere della MLS: 1

2004 (12 gol, a pari merito con Edward Abraham Johnson)